# William Edward Parry
William Edward Parry (Bath, condado de Somerset, 19 de dezembro de 1790 — Ems, Alemanha, 9 de julho de 1855) foi um contra-almirante, hidrógrafo e explorador inglês, célebre pelas suas viagens no Ártico em busca da Passagem do Noroeste.

## Biografia
William Edward Parry nasceu em Bath, Somerset County, em 1790, sendo o quarto filho do eminente Dr. Hillier Caleb Parry e de Sarah Rigby. Foi educado na escola King Edward, em Bath. Aos 13 anos alistou-se como voluntário no navio do Almirante Cornwallis na frota do Canal, e em 1806 candidatou-se a oficia. Em 1810 foi promovido a tenente na fragata Alexander, e passou os três anos seguintes protegendo a caça à baleia no arquipélago de Svalbard. Aproveitou a oportunidade para estudar e praticar observação astronómica nas latitudes mais a norte, e mais tarde publicou os resultados dos seus estudos num pequeno volume intitulado "Nautical Astronomy by Night" (1816). Entre 1813 e 1817 serviu na base dos Estados Unidos.

### Primeira viagem ao Ártico de 1818
Em abril de 1818 acompanhou o então capitão John Ross, ao comando do HMS Isabelle, na sua primeira expedição ao Ártico, recebendo o comando do veleiro de dois mastros HMS Alexander, de 252 toneladas e 37 homens. A expedição penetrou na baía de Baffin e procedeu ao reconhecimento completo das suas costas. Em agosto chegaram ao Lancaster Sound e seguiram para norte, delimitando a baía Melville, na parte mais a norte, até esse momento desconhecida pelo Almirantado Britânico. Chegaram ao Smith Sound (a entrada do estreito de Nares), mas não seguiram mais além, ao confundir Ross uma miragem ou uma cadeia de icebergs com as montanhas no extremo do estreito, chegando mesmo a dar-lhes o nome de «Crocker Hills». Ross decidiu, à latitude de 76º46'N, regressar a Inglaterra apesar dos protestos de vários dos seus oficiais, entre eles Edward Sabine e Parry (que declarou «que os objetivos do descobrimento Polar tinham sido abandonados no preciso momento em que havia mais possibilidades de êxito»).
O relato desta viagem, publicado um ano depois, trouxe à luz estas discrepâncias e deu azo a uma controvérsia acerca da existência ou não das «Crocker Hills», que arruinou a reputação de Ross.

### Primeira expedição ao Ártico de 1819-20

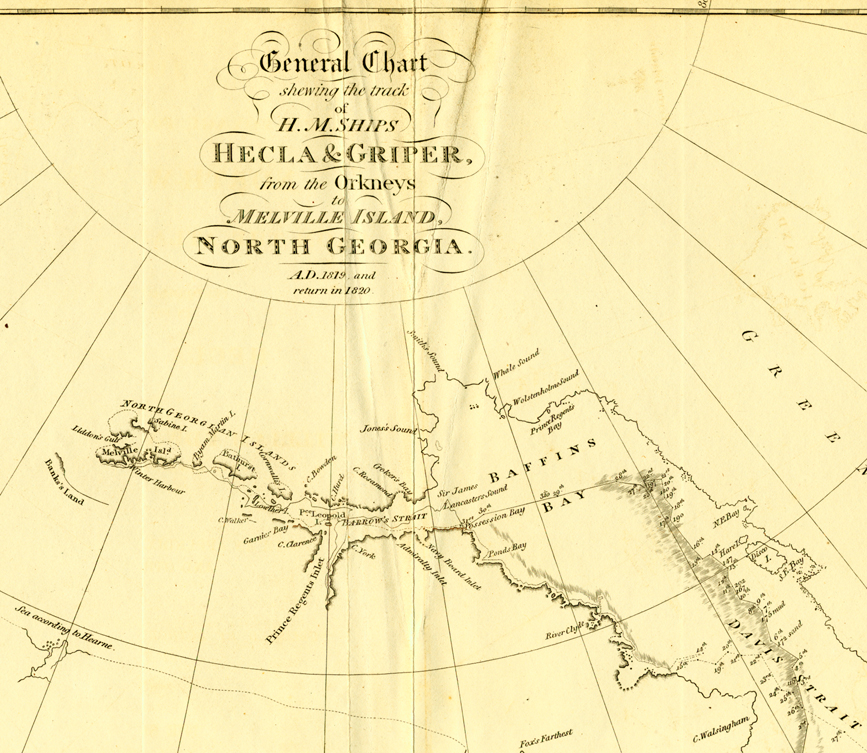
Carta da viagem do HMS Hecla & Griper.

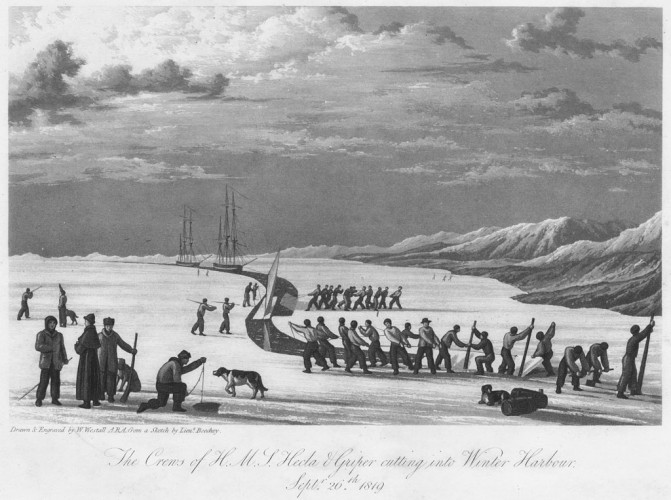
The Crews of H.M.S. Hecla & Griper Cutting Into Winter Harbour, Sept. 26th, 1819 (As tripulações do H.M.S. Hecla e do Griper passando em Winter Harbour, 26 de setembro de 1819. Nota de Frederick William Beechey).

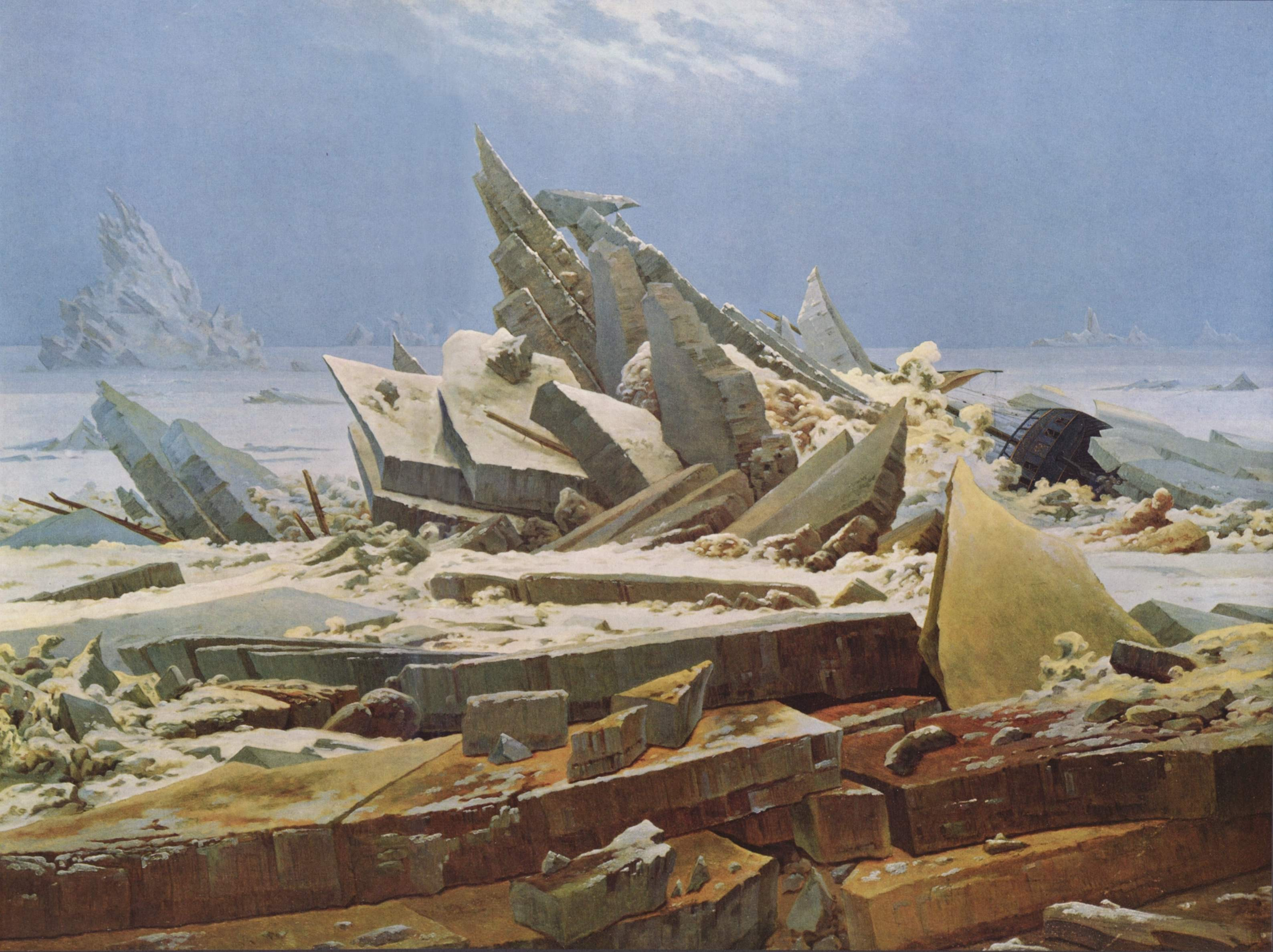
O Mar de Gelo («Das Eismeer») de Caspar David Friedrich, 1823-24, foi inspirada pelas notas da expedição de Parry de 1819-1820. A dura natureza e a composição radical, porém, provocaram a não venda da obra à data da morte do artista em 1840.

No ano seguinte, Parry conseguiu o comando de uma nova expedição ártica, formada por dois barcos, o HMS Hecla, uma bombarda de 375 ton., sob o seu comando e com Frederick William Beechey como segundo, e o HMS Griper, um bergantim de 180 ton., comandado pelo tenente Liddon, com a orde, expressa do Almirantado de explorar o Lancaster Sound para determinar se estaria ou não fechado por montanhas. Partiram de Inglaterra em 4 de maio de 1819 e em 4 de agosto chegaram ao estreito de Lancaster, que, livre de gelo e sem montanhas que o fechassem, lhes permitiu avançar até aos 74º16'N. Nesse momento tiveram um problema de navegação não conhecido até então, motivado pela proximidade do polo norte magnético que tornava impossível o uso da bússola. Tiveram de se orientar mediante navegação celeste, e, nos dias em que o céu não estava limpo, auxiliados apelas pela direção dos ventos cambiantes. Continuaram entrando em águas do Lancaster Sound, deixando a norte a ilha de Devon e a sul a ilha de Baffin, até chegar ao estreito do Príncipe Regente, ao qual deram nome. Entraram no estreito mas o gelo obrigou-os a dar a volta, de regresso ao Lancaster Sound, prosseguindo de novo a sua viagem para oeste, tendo a costa meridional da Ilha de Devon sempre a norte, e entrando no estreito de Barrow. Prosseguiram a navegação rodeando as costas meridionais da ilha Cornwallis (a qual designaram em homenagem ao almirante da Royal Navy William Cornwallis), a ilha Bathurst (chamada em homenagem ao Conde Henry Bathurst, Secretário de Estado britânico para a guerra e as colónias) e a ilha Melville, até alcançar o meridiano 110º W, feito pelo qual a tripulação ganhou a soma de 5000 libras que o Almirantado destinava a quem a ultrapassasse, após ter percorrido num só mês a incrível distância de 800 km por terras desconhecidas. Seguiram para oeste, livres de icebergs e com gelo relativamente delgado, até que ao avistar a sul as costas meridionais da ilha de Banks, as camadas de gelo do mar de Beaufort acumuladas no estreito entre as ilhas de Banks e Melville tornaram impossível avançar. Percorreram um total de 1100 km avançando sempre para oeste, no que é o principal troço do que será conhecido como Passagem do Noroeste.
Invernaram em Port-Winter, na primeira passagem de inverno realizada com êxito no alto Ártico, e Parry manteve ambas as tripulações muito ocupadas, para não ficarem abatidos com a longa noite ártica, com a manutenção dos barcos, o desenvolvimento de técnicas de sobrevivência, a recolha de observações meteorológicas e magnéticas e as atividades de ócio. Beechey ocupou-se a produzir várias obras de teatro, sendo apresentada a primeira em 5 de novembro, com o título de «Miss in her teens», e o capitão Sabine, a bordo do Hecla, de editar um jornal semanal, o North Georgia Gazette, and Winter Chronicle, no qual colaboravam muitos dos tripulantes.
Em maio seguinte o gelo começou a derreter, reaparecendo a vegetação. No mês de junho percorreram a pé a ilha Melville e chegaram até à sua costa setentrional, descobrindo o golfo de Liddon, que foi assim chamado em homenagem ao seu segundo oficial. Em 1 de agosto os barcos conseguiram libertar-se e retomaram a rota para oeste, não conseguindo chegar além da longitude 113º48'22"W, frente ao extremo meridional de ilha Melville. Descobriram a ilha de Banks a sul, de onde avistaram os cabos de Dundas e Beechey, a oeste, mas não conseguiram atravessar o impenetrável gelo. Parry decidiu regressar, convencido de que a passagem não se encontrava por essa rota e que devia encontrar-se a sul da ilha de Baffin. No regresso, navegaram ao longo da margem meridional do estreito de Barrow e Lancaster Sound, cartografando a costa norte da Ilha Somerset.
A expedição regressou a Inglaterra, chegando a Peterhead, na Escócia, em 30 de outubro de 1820, após uma viagem de êxito quase sem precedentes na qual se completou mais de metade do trajeto entre a Gronelândia e o estreito de Bering. Em Inglaterra Parry foi honrado publicamente por muitas instituições, e em fevereiro de 1821 foi eleito por unanimidade membro da Royal Society.  A narração desta viagem foi publicada em 1821 com o título Journal of a Voyage to discover a North-west Passage e incluía 26 dos esboços tomados por Beechey. Expedições posteriores conseguiram terminar o percurso, estabelecendo assim a Passagem do Noroeste.

### Segunda expedição ao Ártico de 1821-1823
No seu regresso, o tenente Parry foi promovido a comandante. Em 29 de abril de 1821, em Deptford, fez-se ao mar ao comando de uma segunda expedição do Almirantado com o objetivo de encontrar a ansiada Passagem do Noroeste, de novo com o HMS Fury e o HMS Hecla, especialmente equipados e reforçados. Parry tinha instruções para se dirigir para oeste através do estreito de Hudson, entre a ilha de Baffin e a península de Ungava. Chegou ao estreito em finais de junho e continuou para oeste, a norte da ilha Southampton até à baía Repulse, que foi descoberta ao encontrar fechado o progresso para oeste. Parry, depois, seguiu a costa da península de Melville para norte, reconhecendo as diferentes baías e enseadas que poderiam esconder a possível passagem para oeste. Explorou e cartografou o extremo sul da península e depois continuou para o Lyon Inlet (que foi nomeado em homenagem ao seu segundo oficial, o comandante George Francis Lyon). O inverno caiu-lhes em cima e em 8 de outubro decidiram levantar os seus quartéis de inverno na costa sul da ilha Winter ("ilha do inverno").
Parry continuaria com a sua política de entretenimento da tripulação, realizando observações científicas e mantendo o Teatro Real Ártico que, bem equipado com luzes e vestuário, apresentou um programa a cada quinzena. Também estabeleceu uma escola na qual ensinava a ler e a escrever aos membros da tripulação. Tinham melhorado o sistema de aquecimento para evitar a acumulação de humidade nas cabinas e as tradicionais liteiras tinham sido substituídas por redes para permitir uma maior circulação de ar. Nessa invernada receberam um grupo de esquimós que se tinha estabelecido a umas duas milhas e mantiveram uma estreita comunicação com a expedição. Os inuit contaram a Parry que existia um estreito ao norte da ilha Winter que permitia chegar a águas abertas no oeste, e a sua esperança de encontrar a Passagem do Noroeste aumentou.
Após nove longos meses, em 2 de julho de 1822 ambos os barcos ficaram livres. Seguindo os conselhos dos inuits, Parry dirigiu-se para a entrada do estreito (agora estreito do Fury e do Hecla), que encontrou fechado pelo gelo. Foram feitos reconhecimentos a pé embora não tenham conseguido encontrar mar aberto. De novo o inverno chegou e decidiram passar a sua segunda invernada na ilha Igloolik, no Hooper Inlet, perto da boca do estreito, de novo acompanhados pelos inuit que também utilizavam a ilha como local de passagem do inverno. Parry, porém, estava convencido nesse inverno de que já não poderiam alcançar o estreito de Bering, uma vez que as provisões estavam a esgotar-se. Em 9 de agosto de 1823 os navios voltaram a ficar livres e Parry fez um último esforço de explorar o estreito do Fury e do Hecla, mas de novo encontraria uma sólida barreira de gelo. Parry decidiu então regressar a Inglaterra e a expedição chegou ao rio Tamisa em finais de outubro.
Parry não conseguiu encontrar a passagem para o Pacífico, mas tinha cartografado e explorado uma área considerável do Ártico, até então desconhecida, que se estendia desde a ilha Southampton, a norte, até à ilha de Baffin. Também o contacto quase contínuo com os inuit da península de Melville lhe permitiu conhecer muitas coisas novas sobre o seu modo de vida, cultura e idioma, observações que incluiu na versão publicada em 1824 do seu diário de viagem (Journal of a Second Voyage, &c.).
Durante a sua ausência, tinha sido promovido a capitão em 8 de novembro de 1821, e, pouco depois do seu regresso, em 1 de dezembro de 1823, aceitou dirigir o Serviço Hidrográfico do Almirantado, no entendimento de que comandaria outra expedição ao Ártico.

### Terceira expedição ártica de 1824-25
Com os mesmos navios, Parry deixou Deptford em 8 de maio de 1824, comandando uma terceira expedição com o mesmo objetivo que as anteriores, devendo procurar a passagem, desta vez através do Lancaster Sound e depois descendo pelo estreito do Príncipe Regente, e depois, se possível, ao longo da costa setentrional da América do Norte. Esta seria a expedição menos afortunada de Parry, já que encontrou muito gelo na baía de Baffin, o que atrasou a sua entrada no Lancaster Sound até 10 de setembro, muito próximo do final da temporada de navegação. Conseguiram chegar a Port Bowen, na costa este do estreito do Príncipe Regente, e em 1 de outubro fixaram ali os seus locais de passagem de inverno. Em julho do ano seguinte livraram-se do gelo e Parry cruzou o outro lado do estreito com a esperança de encontrar uma abertura para oeste. Na luta contra o gelo, o HMS Fury encalhou e ficou gravemente danificado. Sem garantias de segurança para fazer as reparações necessárias, Parry, contrariado, decidiu abandonar o navio e levar de regresso imediato a Inglaterra ambas as tripulações a bordo do HMS Hecla, onde chegou em outubro de 1825. Embora apenas contribuísse para a exploração do Ártico, a expedição recolheu informação valiosa sobre a posição do polo magnético, a vida silvestre do Ártico e outras questões científicas. O relato desta viagem foi publicado em 1826.
Nesta viagem Parry foi também pioneiro no uso de técnicas de enlatados a fim de conservar os alimentos, embora não fossem infalíveis: em 1939 foram encontrados esporos viáveis de certas bactérias resistentes ao calor em latas de carne de vaca assada em conserva que tinham viajado com Parry ao Círculo Polar Ártico em 1824.
Em 23 de outubro de 1826 Parry casou con Louisa Stanley,  filha de John Stanley, primeiro Barão Stanley de Alderley e Lady Maria Josepha Holroyde.

### A expedição ao Polo Norte
No ano seguinte o Almirantado autorizou a expedição de Parry, que tinha como meta alcançar o Polo Norte a partir da costa norte de Spitsbergen, nas ilhas Svalbard. Não teve êxito, mas os 82°45’ de latitude Norte que alcançaria em 1827 não foram superados senão 49 anos depois. As notas do seu diário de viagem foram publicadas com o título Narrative of the Attempt to reach the North Pole, &c. (1827) (Narrativa de uma tentativa de alcançar o Polo Norte). Em abril de 1829 foi nomeado cavaleiro.

### Resto da carreira
Entre 1829 e 1834, Parry serviu como comissário da Companhia Agrícola da Austrália (Australian Agricultural Company) com sede em Tahlee, na costa norte de Port Stephens, no vale de Manning, Nova Gales do Sul, Austrália.
Parry foi posteriormente escolhido para o cargo de supervisor do recentemente criado departamento de máquinas de vapor da Royal Navy, cargo que ocupou até se retirar do serviço ativo em 1846, quando foi nomeado capitão-superintendente do Haslar Hospital. Reorganizou o serviço de paquetes (correio do ultramar), que tinha sido transferido do Serviço de Correios para o Almirantado em janeiro de 1837. As companhias de navegação foram contratadas para levar o correio, em vez dos navios de guerra, num horário regular.
Alcançou a patente de contra-almirante em 1852, e no ano seguinte converteu-se no governador do Greenwich Hospital, cargo que ocupou até à sua morte em 1855.
A personalidade de Sir Edward Parry teve uma forte componente religiosa, com uma fé inquebrável em Jesus Cristo. Além dos diários das suas viajes também escreveu Lecture to Seamen, and Thoughts on the Parental Character of God [Leitura aos Marinheiros, e Reflexões sobre o Carácter Patriarcal de Deus].
O seu filho, o reverendo Edward Parry, publicou em 1857 a biografia Memoirs of Rear-Admiral Sir W. E. Parry, by his son, Rev. Edward Parry (3rd edition, 1857).
A Sir William Edward Parry é atribuído o uso definitivo do nome da Ilha de Baffin, que é a 5.ª maior ilha do mundo, e a maior das ilhas do Arquipélago Ártico Canadiano.

## Homenagens póstumas
Há na Lua um cratera com o seu nome, a cratera Parry. Também um condado da Nova Gales do Sul (Parry County), um sound no Canadá, no Ontário (Parry Sound) e   o fenómeno ótico arco de Parry (Parry arc), documentado por ele durante a expedição de 1819-1821.